# Cappella dell'Annunziata (Portoferraio)
La cappella dell'Annunziata è un edificio sacro che si trova a Portoferraio.

## Storia e descrizione
Iniziata nel 1581, in origine a forma esagonale con cupola, venne ampliata grazie al contributo di Marzio da Montauto, governatore di Portoferraio tra il 1621 e il 1645, con l'aggiunta degli altari laterali e del loggiato.
Nel 1799 i francesi ne demolirono la parte anteriore esterna riducendola all'attuale corpo esagono per usarla come deposito di armi.
Era la cappella dell'antico cimitero di Portoferraio e custodisce le lapidi sepolcrali dei cittadini più illustri.
L'interno spoglio, che conserva uno solo dei tre altari originari, venne restaurato per volere di Ferdinando III, nel 1818, ai tempi della costruzione del nuovo cimitero sottoposto alla Confraternita del Santissimo Sacramento.